# Chinquapin
Chinquapin est un lieu-dit américain dans le comté de Mariposa, en Californie. Il est situé dans le parc national de Yosemite, le long de la Wawona Road et au point de départ de la route menant à Glacier Point, la Glacier Point Road.